# اندام جنسی
| زن | مرد |
| --- | --- |
| - غده بارتولین - لوله رحم - تخمدان - غدد شبه‌پروستاتی زنانه - رحم - گردن رحم - واژن - فرج - پرده بکارت - کلیتوریس - گلنس - غلفه - لبه - لبه بزرگ - لبه کوچک - فرنولوم لبه کوچک | - غدد پیازی-میزراهی - اپیدیدیم - آلت نری - پیش‌پوست - لگام - سرنره - پروستات - کیسه بیضه - کیسه منی - بیضه |

اندام جنسی یا آلت تناسلی (به انگلیسی: Sex organ)، بخشی از بدن انسان و بسیاری از جانداران زنده است و در تعریفی دقیق، به هر بخش خودکار در بدن گفته می‌شود که در تولیدمثل جنسی دخالت دارد و دستگاه تناسلی را در یک جاندار پیچیده، تشکیل می‌دهد، به‌ویژه دستگاه تولیدمثلی و اندام‌های جنسی که معمولاً به ارگان‌های تناسلی بیرونی جنیتیلیا یا ژنیتال نیز می‌گویند.
به اندامی از بدن که وظیفه تولید سلول‌های جنسی (گامت) را بر عهده دارد اندام جنسی می‌گویند.

## انسان‌
اندام جنسی مردان در انسان ماهیچه‌ای نرم است که با تحریک به شکل غضروفی شکل می‌دهد و یک جفت بیضه که در زیر شکم در داخل کیسه بیضه قرار دارند و اسپرم تولید می‌کنند.
اندام جنسی زنان در انسان شامل یک جفت تخمدان و رحم است.

### عمل جنسی مرد
مهم‌ترین منبع پیام‌های عصبی حسی برای شروع عمل جنسی مرد، سر آلت تناسلی (glans penis) است. سر آلت دارای نوعی دستگاه حسی بسیار حساس (اندامک انتهایی) end organ system است که نوع خاصی از حس موسوم به حس جنسی (sexual sensation) را به دستگاه اعصاب مرکزی می‌فرستد. اثر ماساژی مقاربت بر سر آلت باعث تحریک اندامک‌های انتهایی حسی می‌شود و پیام‌های جنسی از طریق عصب پودندال و سپس شبکهٔ خاجی (ساکرال) وارد بخش خاجی نخاع می‌شوند و بالاخره در نخاع بالا می‌روند تا به نواحی نامعلومی از مغز برسند.
ایمپالس‌هایی هم ممکن است از نواحی اطراف آلت به نخاع بروند که به تحریک عمل جنسی کمک نمایند؛ مثلاً تحریک اپیتلیوم مقعد، کیسه بیضه (اسکرتوم) و ساختمان‌های پرینه عموماً می‌تواند باعث ارسال پیام‌هایی به نخاع شود که بر حس جنسی می‌افزایند. حسی جنسی حتی می‌تواند از ساختمان‌های داخلی مانند مناطقی از مجاری ادراری (اورترا)، مثانه، پروستات، کیسه‌های منی، بیضه‌ها و مجرای دفران نشات بگیرد. در واقع یکی از علل رانش جنسی (sexual drive)، پرشدن اندام‌های جنسی از ترشحات است. گاهی عفونت و التهاب خفیف این اندام‌های جنسی باعث رانش تقریباً مداوم جنسی می‌شود. داروهای آفرودیزیاک (aphrodisiac drugs) همچون کانتاریدین باعث آزردگی مخاط مثانه و مجاری اداری (اورترا)، از جمله القای التهاب و احتقان عروقی می‌شوند.

#### عنصر روانی تحریک جنسی مرد
تحریک‌های مناسب روانی می‌توانند توان شخص را برای انجام عمل جنسی تا حدود زیادی تقویت کنند. پرداختن به افکار جنسی یا حتی خواب دیدن آن که فرد در حال انجام عمل جنسی است، به‌تنهایی می‌تواند باعث وقوع عمل جنسی مرد شود و به انزال ختم گردد. در واقع بسیاری از مردان در برخی از مراحل حیات جنسی خود به ویژه طی نوجوانی دچار گسیل شبانه (nocturnal emissions) هنگام رؤیا می‌شوند.

#### انسجام عمل جنسی مرد در نخاع
اگرچه معمولاً عوامل روانی بخش مهمی از عمل جنسی را تشکیل می‌دهند و می‌توانند آن را آغاز یا مهار کنند، ولی احتمالاً کارکرد مغز برای انجام آن لازم نیست، زیرا پس از قطع نخاع در بالای ناحیهٔ کمری در برخی جانوران و گاه در انسان، تحریک مناسب تناسلی می‌تواند باعث انزال شود؛ بنابراین عمل جنسی مرد ناشی از مکانیسم‌های رفلکسی غریزی است که در نخاع خاجی (ساکرال) و کمری انسجام می‌یابند و آن‌ها را می‌توان با تحریک روانی از سوی مغز یا تحریک واقعی جنسی از اندام‌های جنسی شروع کرد ولی معمولاً این دو به‌طور هم‌زمان و باهم هستند.

#### نقش اعصاب پاراسمپاتیک
نخستین اثر تحریک جنسی مرد نعوظ آلت (penile erection) است که میزان آن با میزان تحریک، چه روانی و چه فیزیکی تناسب دارد. نعوظ بر اثر پیام‌های پاراسمپاتیکی ایجاد می‌شود که از طریق اعصاب لگنی از بخش خاجی (ساکرال) نخاع به آلت (پنیس) می‌روند. معتقدند که این فیبرهای عصبی پاراسمپاتیک برخلاف بیشتر فیبرهای پاراسمپاتیک دیگر، افزون بر استیل کولین، اکسید نیتریک (nitric oxide) یا پپتید روده‌ای مؤثر بر عروق (VIP) ترشح می‌کنند. اکسید نیتریک، آنزیم گوانیلیل سیکلاز را فعال می‌کند و باعث افزایش ساخت گوانوزین مونوفسفات حلقوی (cGMP) می‌شود. cGMP هم به‌ویژه شرایین آلت و نیز شبکهٔ ترابکولار فیبرهای عضلهٔ صاف را در بافت نعوظی اجسام غاری (corpora cavernosa) و جسم اسفنجی (corpus spongiosum) در تنهٔ آلت منبسط می‌کند. جریان خون آلت با بزرگ‌شدن ماهیچه‌های صاف عروقی افزایش می‌یابد و موجب آزادی اکسید نیتریک از سلول‌های اندوتلیال عروق و گشادشدن بیشتر عروق می‌شود.

## دیگر جانوران
اندام جنسی ماهی‌ها در سینهٔ آن‌ها قرار دارد.